# パワーセンターうおかつ
パワーセンターうおかつは、群馬県のスーパーマーケット。群馬県高崎市上里見町に本社を置く株式会社カルチヤー（カルチャー）が運営している。とくし丸提携スーパー。

## 歴史
1958年（昭和33年）12月26日、「魚勝」創業。当初は旧・群馬郡榛名町（現・高崎市）の小規模な鮮魚店で、店頭販売のほか行商も行っていた。1982年（昭和57年）、下里見町にスーパーマーケットを開店し、1986年（昭和61年）9月3日に会社設立。1996年（平成8年）には中里見町に「パワーセンターうおかつ」第1号店を開店した。居抜き出店で出店にかかるコストを大幅に抑えることで価格競争を有利に進めるとともに、ポイントプログラムの導入、豊富な品揃えと工夫された商品陳列、社内では「天の声」と呼ぶ顧客の声の社内共有といった取り組みが顧客の支持を集める要因であると高崎新聞は分析している。
2010年（平成22年）7月2日、「新鮮市場かっちゃん安中店」を開店。パワーセンターうおかつと比較して小規模な店舗業態をとったもので、2011年（平成23年）8月4日には前橋市の前橋駅前に第2号店を開店させている。
移動販売に関しても新型コロナウイルス感染症の世界的流行 (2019年-) に伴う外出自粛や高齢者支援で需要が高まっているとして拡充を進めている。

## 店舗

### 現行店舗

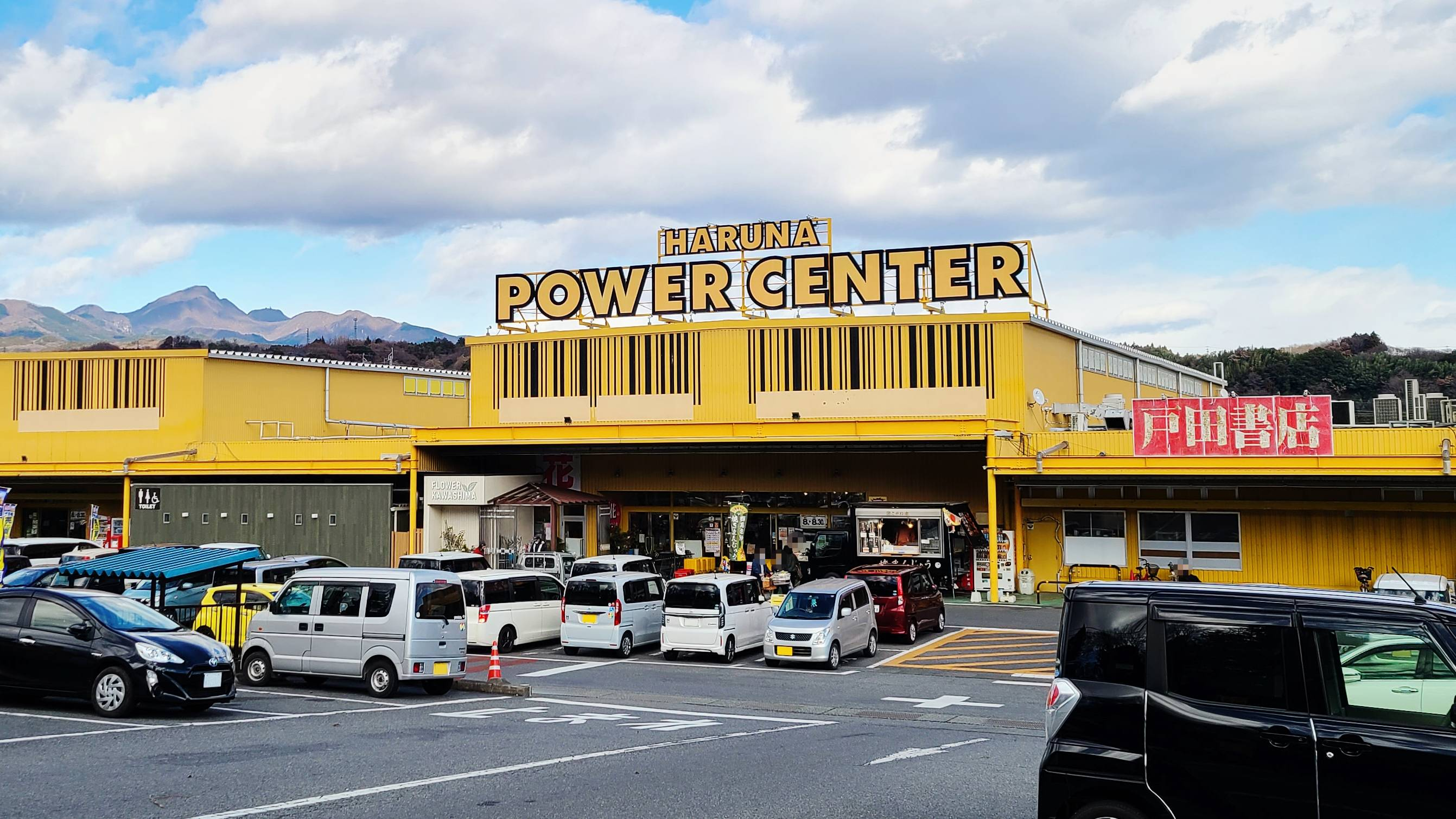
榛名店

- パワーセンターうおかつ榛名店（高崎市中里見町373） - 1996年7月開店[8]。
- パワーセンターうおかつ吉井店（高崎市吉井町池52-1） - 2005年開店[9]。
- パワーセンターうおかつ群馬町店（高崎市棟高町123） - 2017年12月21日開店[10]。
- 新鮮市場かっちゃん安中店（安中市安中2-14-34）[11]→パワーセンターうおかつ安中店[12] - 2010年7月2日、トリチュー安中店跡に開店[11]。
- パワーセンターうおかつ生鮮市場飯塚店（高崎市飯塚町397） - 2025年4月24日、万寿屋飯塚店跡に開店[13]。

### かつて存在した店舗
- パワーセンターうおかつ倉賀野店（高崎市倉賀野町4691-1） - 2008年5月26日、フレッセイ倉賀野店跡に開店、2025年1月31日閉店[14]。
- パワーセンターうおかつアカマル店（高崎市中尾町44-1） - 2009年4月16日開店、2017年2月閉店[15]。跡地はジェーソン前橋インターアカマル店[16]。
- パワーセンターうおかつ渋川店（渋川市渋川辰巳町1815-42） - 2009年10月29日、渋川サティ閉店後の渋川ショッピングプラザの核テナントとして開店、2016年6月30日閉店[17]。跡地はベルク渋川店[18]。
- パワーセンターうおかつ伊勢崎店（伊勢崎市宮子町3556-1） - 2012年1月27日開店、2014年5月31日閉店[19]。跡地はミスターマックス伊勢崎店[20]。
- 新鮮市場かっちゃん前橋駅前店（前橋市本町3-14-1） - 2011年8月4日開店、2013年1月31日閉店[21]。鉄道路線の高架下にあり、跡地は駐車場となっている[22]。

## 余談
店舗看板に掲げられているバーコードは本物であり、リーダーアプリ等で読み取ることが出来る（内容は数字の羅列で意味も不明）。